# 多瞳孔症

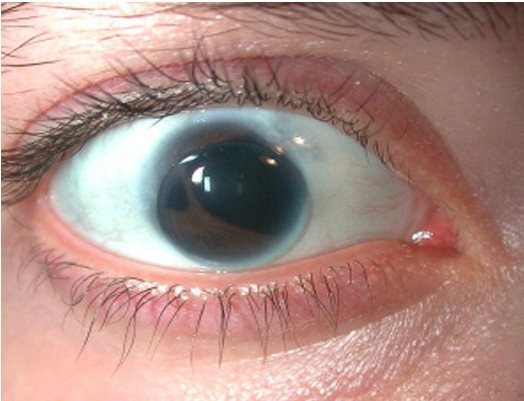
多瞳孔症の瞳。茶目の中に黒い瞳孔が2つ見える

多瞳孔症（または多瞳孔）とは、虹彩における一つよりも多い瞳孔の開口に特徴づけられる目の病理学上の状態である。それは先天的であったり虹彩に影響を与えている病気の結果であったりする場合がある。